# Norvellina flavida
Norvellina flavida är en insektsart som beskrevs av Lindsay 1938. Norvellina flavida ingår i släktet Norvellina och familjen dvärgstritar. Inga underarter finns listade i Catalogue of Life.